# Дольмен Менга
37°01′26″ пн. ш. 4°32′54″ зх. д. / 37.02401572° пн. ш. 4.54845738° зх. д.
Дольмен Менга (ісп. Cueva de Menga) — найбільший в Європі дольмен (похоронний мегалітичний курган (тумулус)). 
Датується першою половиною IV тис до Р. Х. (неоліт). 
Разом із дольменами В'єра та Ель-Ромераль, розташованими за 1,7 км, утворює важливий ансамбль неолітичної архітектури. 
У червні 2016 року пам’ятки дольменів Антекери було внесено до списку світової спадщини ЮНЕСКО. 

## Розташування
Знаходиться на околицях міста Антекера, Іспанія.
Дольмен Менга розташований у широкій долині на північно-східній околиці Антекери; 
Дольмен В'єра знаходиться лише за 90 м.

## Датування
Датування споруди суперечливе: найновіші дослідження визначили вік приблизно 4000 — 4500 років, тоді як раніші дослідження визначали приблизно 5000 — 5500 років. 

У будь-якому випадку дольмени В'єра та Менга, ймовірно, близькі один до одного не тільки просторово, а й часово.

## Опис
Дольмен Менга має діаметр близько 50 м і висоту понад 4 м. 
Порівняно короткий коридор, який орієнтований на північний схід (азимут 45°), 

веде у велике, майже напівкругле замкнуте приміщення, розділене трьома центральними опорними колонами. 
Це овальне приміщення трохи відхилено на південь від орієнтації входу. 
Мегалітичний комплекс, складається з 31 точно вирізьблених і майже безшовно зібраних блоків загальною вагою близько 1600 тонн. 
Найбільші стельові панелі важать близько 180 тонн. 
Загальна довжина підземної споруди становить 27,50 м. 
Висота збільшується всередину від 2,70 м на вході до 3,50 м на південно-західному верхньому камені. 
Максимальна ширина 6 м досягається в задній частині овальної кімнати. 
Є шахта колодязя глибиною 19,50 м і діаметром 1,50 м. 

Пагорб і вся кам'яна архітектура добре збереглися до наших днів. 
Оскільки всередині будівлі не було знайдено ані залишків кісток, ані могил, використання її як місця поховання суперечливе. 
Ідіосинкратична архітектура без замків, яка створює великий простір порівняно з іншими мегалітичними будівлями, також могла служити місцем поклоніння або місцем зустрічей. 
Крім того, не можна виключити зміну використання. 
Орієнтація дольмену Менга повністю відрізняється від стандартної орієнтації будівництва інших дольменів на Піренейському півострові. 
Це пояснюється орієнтацією на гору Пенья-де-лос-Енаморадос, яка здалеку нагадує контури людського обличчя. 